# Verein für Bewegungsspiele Oldenburg 1962-1963
Questa voce raccoglie le informazioni riguardanti il Verein für Bewegungsspiele Oldenburg nelle competizioni ufficiali della stagione 1962-1963.

## Stagione
Nella stagione 1962-1963 l'Oldenburg, allenato da Kurt Koch, concluse il campionato di Oberliga nord al 12º posto.

## Rosa
| N. |                     | Ruolo | Calciatore       |
| -- | ------------------- | ----- | ---------------- |
|    | Germania (bandiera) | P     | Heinrich Erkens  |
|    | Germania (bandiera) | P     | Jürgen Rylewicz  |
|    | Germania (bandiera) | D     | Klaus Forbrig    |
|    | Germania (bandiera) | D     | Lothar Malcharek |
|    | Germania (bandiera) | D     | Helmut Mrosla    |
|    | Germania (bandiera) | D     | Alfred Nagel     |
|    | Germania (bandiera) | D     | Manfred Schößler |
|    | Germania (bandiera) | D     | Klaus Schwede    |

| N. |                     | Ruolo | Calciatore        |
| -- | ------------------- | ----- | ----------------- |
|    | Germania (bandiera) | C     | Arthur Dobat      |
|    | Germania (bandiera) | C     | Hans Harnoß       |
|    | Germania (bandiera) | C     | Sieghard Hartmann |
|    | Germania (bandiera) | C     | Waldemar Hoffmann |
|    | Germania (bandiera) | A     | Siegfried Presche |
|    | Germania (bandiera) | A     | Burghard Rylewicz |
|    | Germania (bandiera) | A     | Manfred Schwalm   |
|    | Germania (bandiera) | A     | Dieter Wodniok    |

## Organigramma societario
Area tecnica
- Allenatore: Kurt Koch
- Allenatore in seconda:
- Preparatore dei portieri:
- Preparatori atletici:
- Analisi video:

## Calciomercato

### Sessione estiva
| Acquisti | Acquisti          | Acquisti         | Acquisti |
| R.       | Nome              | da               | Modalità |
| -------- | ----------------- | ---------------- | -------- |
| C        | Arthur Dobat      | Bremer SV        |          |
| P        | Heinrich Erkens   | Waldhof Mannheim |          |
| A        | Siegfried Presche | Bremerhaven      |          |

| Cessioni | Cessioni | Cessioni | Cessioni |
| R.       | Nome     | a        | Modalità |
| -------- | -------- | -------- | -------- |

## Risultati

### Oberliga nord

#### Girone di andata
| Arbitro: | E. Schäfer |

|               |           |                                             |
| Dobat 1’, 19’ | Marcatori | 5’ Bornemann 23’, 86’ Martinsen 69’ Podlich |

| Arbitro: | Strohdreß |

|         |           |                                  |
| Bäse 3’ | Marcatori | 30’ Dobat 36’ Schwalm 68’ Mrosla |

| Arbitro: | G. Höger |

|           |           |           |
| Dobat 54’ | Marcatori | 58’ Mumme |

| Arbitro: | E. Skuballa |

|             |           |             |
| Schütte 60’ | Marcatori | 87’ Presche |

| Arbitro: | H. Lutz |

|                                   |           |                                                  |
| Dobat 47’ Schwede 48’ Schwalm 66’ | Marcatori | 7’, 60’ Haack 29’, 34’ Seeler 57’, 69’ Fritzsche |

| Arbitro: | U. Wolf |

|              |           |                   |
| Framheim 21’ | Marcatori | 12’, 80’ Rylewicz |

| Arbitro: | Schulenburg |

|           |           |           |
| Mrosla 7’ | Marcatori | 65’ Ernst |

| Amburgo 14 ottobre 1962 8ª giornata | Bergedorf | 0 – 0 referto | Oldenburg | Sportanlage Sander Tannen (3 000 spett.)\| Arbitro: \| Daniel \| |
| Arbitro:                            | Daniel    |               |           |                                                                  |

| Arbitro: | U. Wolf |

|                 |           |  |
| Haecks 72’, 75’ | Marcatori |  |

| Arbitro: | J. Redelfs |

|                             |           |  |
| Dobat 23’, 59’ Hoffmann 29’ | Marcatori |  |

| Arbitro: | E. Schäfer |

|                                                                           |           |            |
| Schütz 14’ Zebrowski 45’ Soya 48’ Meyer 50’, 57’, 60’, 68’ Schimeczek 89’ | Marcatori | 23’ Mrosla |

| Oldenburg 11 novembre 1962 12ª giornata | Oldenburg | 0 – 0 referto | Neumünster | Stadion Donnerschwee (4 000 spett.)\| Arbitro: \| H. Herden \| |
| Arbitro:                                | H. Herden |               |            |                                                                |

| Arbitro: | R. Seekamp |

|            |           |                      |
| Presche 5’ | Marcatori | 62’ (rig.) Ambrosius |

| Arbitro: | Wilkens |

|                           |           |  |
| Heiser 69’, 70’ Hartz 76’ | Marcatori |  |

| Arbitro: | W. Link |

|                                         |           |          |
| Presche 17’, 83’ Schwalm 28’ Mrosla 77’ | Marcatori | 40’ Froh |

#### Girone di ritorno
| Arbitro: | H. Lutz |

|  |           |                                                         |
|  | Marcatori | 8’, 51’ Bergeest 37’ Haecks 62’ Osterhoff 76’ Stothfang |

| Arbitro: | Peschke |

|                           |           |           |
| Wiesenmüller 6’ Klose 69’ | Marcatori | 78’ Nagel |

| Arbitro: | W. Spiewak |

|             |           |           |
| Presche 61’ | Marcatori | 84’ Meyer |

| Arbitro: | K. Picker |

|                        |           |  |
| Rohweder 75’ Kaack 81’ | Marcatori |  |

| Arbitro: | E. Schäfer |

|             |           |                        |
| Schülke 85’ | Marcatori | 2’ Mrosla 71’ Schößler |

| Arbitro: | J. Redelfs |

|                       |           |                       |
| Schwalm 65’ Dobat 67’ | Marcatori | 13’ Laszig 41’ Heiser |

| Arbitro: | H. Lutz |

|                                                     |           |           |
| Paulsen 34’ Hoffmann 71’ Castorff 86’ Vormelker 87’ | Marcatori | 13’ Dobat |

| Arbitro: | U. Wolf |

|                        |           |                           |
| Harnoß 53’ Wodniok 63’ | Marcatori | 35’ Planetta 38’ Bochmann |

| Arbitro: | G. Höger |

|                        |           |                              |
| Lattek 26’ Iwanzik 35’ | Marcatori | 8’, 58’ Rylewicz 74’ Wodniok |

| Arbitro: | G. Pooch |

|           |           |                          |
| Mrosla 3’ | Marcatori | 8’ Ulatowski 48’ Neudorf |

| Arbitro: | Daniel |

|           |           |             |
| Seeler 5’ | Marcatori | 16’ Schwalm |

| Arbitro: | D. Basedow |

|                                                     |           |                                          |
| Rylewicz 8’ (rig.), 27’ (rig.) Presche 9’ Dobat 61’ | Marcatori | 30’, 77’ Drewes 89’ Gjaltema 90’ Kindler |

| Arbitro: | W. Zimmermann |

|                         |           |                                        |
| Langemann 11’ Ulsaß 13’ | Marcatori | 32’ Schwalm 57’ Wodniok 61’, 77’ Dobat |

| Arbitro: | E. Skuballa |

|  |           |                      |
|  | Marcatori | 47’ Schmidt 89’ Moll |

| Arbitro: | E. Schäfer |

|                                                |           |                                 |
| Mund 12’ Galle 18’ (rig.), 57’ Boyens 58’, 88’ | Marcatori | 24’ Schwalm 87’ (rig.) Rylewicz |

## Statistiche

### Statistiche di squadra
| Competizione  | Punti | In casa | In casa | In casa | In casa | In casa | In casa | In trasferta | In trasferta | In trasferta | In trasferta | In trasferta | In trasferta | Totale | Totale | Totale | Totale | Totale | Totale | DR  |
| Competizione  | Punti | G       | V       | N       | P       | Gf      | Gs      | G            | V            | N            | P            | Gf           | Gs           | G      | V      | N      | P      | Gf     | Gs     | DR  |
| ------------- | ----- | ------- | ------- | ------- | ------- | ------- | ------- | ------------ | ------------ | ------------ | ------------ | ------------ | ------------ | ------ | ------ | ------ | ------ | ------ | ------ | --- |
| Oberliga nord | 25    | 15      | 2       | 8       | 5       | 25      | 32      | 15           | 5            | 3            | 7            | 21           | 35           | 30     | 7      | 11     | 12     | 46     | 67     | -21 |
| Totale        | 25    | 15      | 2       | 8       | 5       | 25      | 32      | 15           | 5            | 3            | 7            | 21           | 35           | 30     | 7      | 11     | 12     | 46     | 67     | -21 |

### Andamento in campionato
| Giornata  | 1  | 2 | 3 | 4 | 5  | 6 | 7 | 8 | 9 | 10 | 11 | 12 | 13 | 14 | 15 | 16 | 17 | 18 | 19 | 20 | 21 | 22 | 23 | 24 | 25 | 26 | 27 | 28 | 29 | 30 |
| --------- | -- | - | - | - | -- | - | - | - | - | -- | -- | -- | -- | -- | -- | -- | -- | -- | -- | -- | -- | -- | -- | -- | -- | -- | -- | -- | -- | -- |
| Luogo     | C  | T | C | T | C  | T | C | T | T | C  | T  | C  | C  | T  | C  | C  | T  | C  | T  | T  | C  | T  | C  | T  | C  | T  | C  | T  | C  | T  |
| Risultato | P  | V | N | N | P  | V | N | N | P | V  | P  | N  | N  | P  | V  | P  | P  | N  | P  | V  | N  | P  | N  | V  | P  | N  | N  | V  | P  | P  |
| Posizione | 13 | 7 | 8 | 7 | 11 | 9 | 8 | 9 | 9 | 8  | 10 | 10 | 9  | 12 | 8  | 10 | 11 | 11 | 12 | 10 | 10 | 11 | 13 | 12 | 11 | 11 | 12 | 10 | 12 | 12 |

Legenda:

Luogo: C = Casa; T = Trasferta. Risultato: V = Vittoria; N = Pareggio; P = Sconfitta.

### Statistiche dei giocatori
| A. Dobat     | 30 | 12 | 0 | 0 |
| H. Erkens    | 29 | 0  | 0 | 0 |
| K. Forbrig   | 24 | 0  | 0 | 0 |
| H. Harnoß    | 26 | 1  | 0 | 0 |
| S. Hartmann  | 1  | 0  | 0 | 0 |
| W. Hoffmann  | 26 | 1  | 0 | 0 |
| L. Malcharek | 8  | 0  | 0 | 0 |
| H. Mrosla    | 26 | 6  | 0 | 0 |
| A. Nagel     | 25 | 1  | 0 | 0 |
| S. Presche   | 26 | 6  | 0 | 0 |
| B. Rylewicz  | 15 | 7  | 0 | 0 |
| J. Rylewicz  | 9  | 0  | 0 | 0 |
| M. Schwalm   | 23 | 7  | 0 | 0 |
| K. Schwede   | 24 | 1  | 0 | 0 |
| M. Schößler  | 22 | 1  | 0 | 0 |
| D. Wodniok   | 16 | 3  | 0 | 0 |